# Prismatocarpus pedunculatus
Prismatocarpus pedunculatus är en klockväxtart som först beskrevs av Peter Jonas Bergius, och fick sitt nu gällande namn av A.Dc. Prismatocarpus pedunculatus ingår i släktet Prismatocarpus och familjen klockväxter. Inga underarter finns listade i Catalogue of Life.